# Krzyworzeka (województwo małopolskie)
Krzyworzeka – wieś w Polsce położona w województwie małopolskim, w powiecie myślenickim, w gminie Raciechowice.
| SIMC    | Nazwa      | Rodzaj    |
| ------- | ---------- | --------- |
| 0332860 | Feledówka  | część wsi |
| 0332877 | Krzemionki | część wsi |

W latach 1975–1998 miejscowość administracyjnie należała do województwa krakowskiego.